# Alice Williams Brotherton
Alice Williams Brotherton (ur. 1848, zm. 1930) – poetka amerykańska.

## Życiorys
Urodziła się 4 kwietnia 1848 w Cambridge w stanie Indiana. Mieszkała w Cincinnati w stanie Ohio. Jej rodzicami byli Alfred Baldwin Williams i Ruth Hoge Johnson. Wyszła za mąż za Williama Ernesta Brothertona. Wydała tomiki Beyond the Veil (1886) i The Sailing of King Olaf, and Other Poems (1887). Tworzyła sonety. Jeden z nich poświęciła Williamowi Szekspirowi. Pisała też hymny religijne, jest między innymi autorką utworu Consider the Lilies, How Stately They Grow.
Consider the lilies,
How stately they grow;
They toil not, they spin not,
No seed do they sow;
Yet they bloom all the summer,
So shining and tall,—
The Father, who loves them
Takes tho’t for them all.